# 이민혁 (2002년)
이민혁(2002년 1월 19일~)은 대한민국의 축구 선수로, 포지션은 미드필더이다. 현재 수원 삼성 블루윙즈 소속이다.